# Alosa sapidissima
Alose savoureuse
Espèce
Statut de conservation UICN

 LC  : Préoccupation mineure
Alosa sapidissima, communément appelé l’Alose savoureuse, est une espèce de poissons de la famille des clupéidés. C’est l’espèce d’aloses la plus grande et, comme son nom l’indique, l'une des plus savoureuses.

## Autres appellations
Alose blanche, Alose atlantique, Alose commune, Alose d’Amérique. Nom commun anglais : American shad.

## Description
Alosa sapidissima se distingue par son corps de forme élancée, haute et très aplatie. Avec une moyenne de 38 cm, les spécimens adultes peuvent mesurer jusqu’à 76 cm pour une masse comprise entre 0,9 et 1,4 kg. L’espèce possède une nageoire caudale très fourchue et une nageoire anale basse et allongée. Elle ne possède ni ligne latérale, ni nageoire adipeuse. Sa coloration est argentée avec un lustre bleu ou bleu-vert sur le dos et des flancs argent brillants. Lors de l’entrée en eau douce pour la reproduction, la pigmentation peut devenir plus foncée, prenant une teinte bronzée ou cuivrée, tirant sur le rouge pour la tête et les parties ventrales. Une tache noire est visible près du bord supérieur de l’opercule, parfois suivie de taches plus petites. Sa mâchoire inférieure s’emboîte dans une encoche de sa mâchoire supérieure. On la reconnaît aussi par ses grandes écailles qui se détachent facilement. Alosa sapidissima présente une surface ventrale mince avec des écailles en dents de scie. En ce qui a trait aux caractéristiques internes, Alosa sapidissima possède des dents aux prémaxillaires et à la mâchoire inférieure, un péritoine argenté et, entre 53 et 59 vertèbres. Elle peut vivre jusqu’à 13 ans.

## Répartition
Alosa sapidissima est une espèce anadrome pouvant migrer sur de grandes distances. On la retrouve principalement sur les côtes, les estuaires et les rivières de la côte est de l’Amérique du Nord, du fleuve Saint-Laurent, au Québec (Canada), à la rivière St-John's en Floride (États-Unis). Des spécimens ont été capturés dans les eaux de Terre-Neuve et le long de la côte du Labrador (Hodder et Hare & Murphy), mais il n’existe aucun indice de zones potentielles de reproduction à ces endroits. Il peut donc simplement s’agir d’individus hors de leur aire de répartition habituelle. Alosa sapidissima a par ailleurs été introduite à plusieurs endroits, mais avec peu de succès, excepté pour les introductions dans les rivières Sacramento et Columbia, sur la côte ouest nord-américaine. On trouve donc désormais Alosa sapidissima aux îles du Kamtchatka (Sibérie) et au golfe de Cook (Alaska) jusqu’à la Basse-Californie, en Europe en mer du Nord et au Mexique,. Une seule population vit exclusivement en eau douce, enclavée dans le lac Millerton, en Californie.

## Cycle de vie

### Migration
Espèce anadrome, Alosa sapidissima délaisse son aire de croissance en mer pour entreprendre une migration en eau douce et s’y reproduire. Ce phénomène instinctif de retour à la rivière natale est dénommé « homing »,. Le déclenchement de la migration, la fraie elle-même ainsi que l’éclosion des œufs semblent être régulés par la température de l’eau. La répartition même de la montaison des poissons migrateurs serait influencée de manière importante par l’importance des débits de la rivière, l’orientation des courants et la sensibilité olfactive du poisson.
Quelle que soit leur propre rivière d’origine, Alosa sapidissima se rassemble en bancs dans plusieurs secteurs pélagiques de la côte est américaine, mais sans jamais s’éloigner du plateau continental (Dadswell, 1984). Elle s’expose ainsi, dans son déplacement océanique, à des conditions homogènes qui seraient en partie liées à leur sélection préférentielle de températures (allant de 13 à 18 °C). Au contraire, le lieu précis où les géniteurs se reproduisent expose du même coup les jeunes de l'année à vivre ses conditions uniques.
On a récemment (2013) découvert que certaines moules d'eau douce peuvent absorber des œufs d'Aloses et les protéger avant de libérer la larve du poisson dans le milieu : lors d'une étude ayant porté sur 757 moules prélevées dans sept sites, 6 % contenaient des œufs d'aloses et dans deux des sept sites, 17 % et 18 % des moules examinées en contenaient. Les moules de ce groupe étaient plus connues pour parasiter (à l'état de larve) les branchies de certains poissons (pour se faire transporter). Les relations entre ces moules d'eau douce et l'Alose pourraient donc être des interactions durables plus symbiotiques que parasitaires, mais des recherches doivent encore préciser si elles sont de type amensales, mutualistes ou commensales.
Après avoir grandi en rivière et après la reproduction estivale pour les géniteurs sexuellement matures, ces derniers dévalent le cours d'eau et se rassemblent en bancs dans l’océan. Les nouveaux alevins, de 9 à 10 mm de longueur, vont quant à eux passer leur premier été en rivière. Ce ne sera que plus tard, après avoir dérivé en aval et avoir atteint une taille de 51 à 76 mm, que les juvéniles de l’année entreront en mer à l’automne et y demeureront (jusqu’à leur maturité sexuelle).

### Croissance
Dès la résorption de son sac vitellin, la larve commence à s’alimenter de zooplancton puis, au fil de sa croissance, son régime alimentaire se diversifie. Il inclut alors des œufs d’invertébrés, des copépodes, des insectes de jeunes stades et des alevins d’autres espèces de poissons (Marcy 1976). Son mode d’alimentation serait par ailleurs opportuniste d’après des études (Levesque et Reed 1972) révélant que le contenu stomacal reflète l’abondance des proies du milieu larvaire. Rendus au stade juvénile, on dénote chez les alosons leur tendance de regroupement en bancs dont la taille aurait une incidence sur le taux de survie des individus. Chaque juvénile y subit moins de stress et réduit ses dépenses métaboliques en comparaison avec un poisson solitaire. De cette manière, le regroupement en bancs des juvéniles contribuerait à rendre leur comportement d’alimentation plus efficace (Ross et Backman 1992). La période de résorption du sac vitellin du stade larvaire est considérée comme un moment critique dans le cycle de vie de l’alose. Il semblerait que la densité de sa nourriture, le zooplancton, soit corrélée avec la mortalité larvaire. La force d’une cohorte serait plus grande lorsque dans sa phase critique en eau douce la densité du zooplancton est élevée. L’alimentation peut donc être considérée comme un facteur clé de la force d’une cohorte (Crecco et al., 1983).
Pendant sa période de croissance en mer, peu de choses sont connues sur la vie d'Alosa sapidissima, surtout dans les premières années de son cycle de vie, sinon qu’elle s’y rassemble en bancs. Son régime alimentaire comprend essentiellement des copépodes et des mysidacés ainsi que des quantités moindres d’autres crustacés planctoniques et de petits poissons. Toujours en groupe, elle se déplacerait surtout dans les zones pélagiques turbides et riches en plancton au large des côtes du plateau continental et se livrerait à des migrations verticales pour suivre les organismes dont elle se nourrit (Neves et Depres 1979). Par ailleurs, tous les stocks d’aloses se maintiendraient dans des aires communes de croissance l’été comme l’hiver (études de marquage réalisées par Dadswell et al., 1983 et Mervin et al., 1992).
Lorsqu’elle a atteint sa maturité sexuelle et entame la montaison en eau douce, elle mange peu ou pratiquement rien, fixant ses priorités sur l’accomplissement de la reproduction. Par après, elle recommence à manger en eau douce lors de sa dévalaison.

### Reproduction
Les mâles sont les premiers arrivés à la rivière de fraie. Lorsque les femelles y parviennent peu de temps après, l’acte de fraie sera accompli si les conditions sont propices, soit plus particulièrement à des températures d’au moins 12 °C ainsi qu’à partir du crépuscule. L’apogée des activités de reproduction survient à des températures proches de 18,3 °C en mai et juin, voire jusqu’en juillet dans les eaux canadiennes.
L’acte se produit tout juste sous la surface de l’eau, la femelle accompagnée de plusieurs mâles. L’action des géniteurs est visible par leur nage vigoureuse qui laisse une trace d’écume. Cette parade nuptiale coupant à travers l’eau est accompagnée de sons particuliers dénommés clapotements (littéralement ce sont les sons émis lors des « sauts d’aloses »). La femelle relâche ses œufs en eau libre et c’est ainsi que les mâles les fécondent.
Étudiés attentivement et avec prudence, ces sons permettent aux chercheurs d’évaluer l’intensité de l'activité de fraie et l’abondance des géniteurs sur un site, d’en délimiter l’aire, voire de découvrir d’autres sites de fraie dans des régions potentielles à la présence de l’espèce. La confirmation de la fraie s’effectue ensuite par l’ajout d’autres techniques. La méthode auditive est alors complétée par la pêche au filet des géniteurs et plus souvent par l’échantillonnage des œufs. Les œufs fécondés ont un diamètre de 2,5 à 3,5 mm et sont transparents, de coloration rose pâle ou ambrée. D’autre part, ils ne sont pas adhérents et sont un peu plus denses que l’eau ambiante. C’est ainsi que libres dans l’eau, ils sont emportés par le courant et éclosent dans les 8 à 12 jours suivants alors que la température se situe entre 11 et 15 °C.

### Fécondité
Alosa sapidissima serait prolifique par son nombre d’ovules en développement chez la femelle reproductrice qui se situerait entre 58 000 et 659 000 (Cheek 1968 et Roy 1968). Mais en moyenne, la production de la femelle est estimée entre 20 000 et 150 000 œufs suivant sa taille. Cependant, les plus grandes femelles ne produisent pas nécessairement plus d’œufs, car la fécondité varie avec la taille mais est aussi fonction de la latitude de la rivière d’origine.

### Stratégies de reproduction

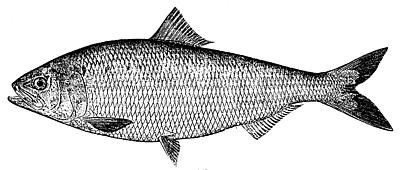
Alose savoureuse

Une gradation dans la répartition géographique des stratégies de reproduction a été identifiée dans une étude portant sur cinq populations d’Alosa sapidissima de la côte est américaine. Le facteur principal semblant influencer le comportement de reproduction est la variabilité du régime de températures qui affecte la survie des œufs et des larves dans leur environnement natal en eau douce. Les populations les plus au nord de la répartition de l’espèce (e.g. dans le secteur du fleuve Saint-Laurent, au Québec) sont exposées à l’instabilité du régime thermique alors que la reproduction s’effectue seulement à l’intérieur d’une étroite bande de températures.
On dit que la durée de l’optimum thermique pour le développement des œufs et des larves diminue vers le nord alors que la variabilité du régime thermique augmente. En fait, la proportion de géniteurs itéropares est importante au nord du 32°N alors que cette proportion chute au sud pour donner lieu à des géniteurs en majeure proportion semelpares. La fécondité relative reflète une relation inverse (et linéaire). Vers le nord, les populations distribueraient leurs risques en des reproductions multiples moins fécondes sur une durée de vie plus longue (fréquence de survie post-fraie élevée) alors que vers le sud, où les conditions environnementales sont plus stables et la durée des températures optimales plus longue, elles se reproduiraient en une seule fraie beaucoup plus féconde sur une durée de vie plus courte (fréquence de survie post-fraie faible). Ainsi, l’âge à maturité augmente avec la latitude.
Cette tendance dans les caractéristiques de reproduction représente différentes adaptations liées aux coûts imposés lors de la migration de fraie ainsi qu’à l’instabilité des conditions propices aux stades clés (e.g. la survie des œufs et des larves dépend d’une gamme étroite de températures), et ce, de manière indépendante aux conditions de croissance (les aloses de toutes les populations produiraient globalement la même quantité d’œufs au cours de leurs existences). Ainsi, il doit nécessairement y avoir un compromis pour l’allocation de l’énergie entre la survie des géniteurs (croissance pré- et post- fraie variable) et la production des gonades (fécondité relative variable) pour une adaptation particulière. Ce compromis diffère selon la variabilité de l’environnement et donc du même coup selon la stratégie locale. Ainsi, une fine régulation de l’histoire de vie et du retour à la rivière de fraie des populations, combinée aux caractéristiques uniques à ces tributaires, aurait amené ces variations intraspécifiques mesurées chez Alosa sapidissima, que l’on associe aux différentes stratégies locales d’adaptation. Par ailleurs, les caractéristiques génétiques propres à Alosa sapidissima la rapprochent plus de l’espèce européenne que des autres espèces américaines d’alose lorsque le degré de divergence génétique entre en jeu.

## Économie
Alosa sapidissima a une chair blanche tendre et floconneuse qui est l'une des plus savoureuses. Elle contient toutefois beaucoup d’arêtes, ce qui en décourage certains. L’offre accrue d’autres poissons a par ailleurs contribué à réduire la consommation d’aloses.
Alosa sapidissima est une espèce faisant l’objet de pêche commerciale au printemps et en été dans certains secteurs de la côte est nord-américaine tels la baie de Fundy, le fleuve Saint-Laurent, les rivières Miramichi, Saint-Jean et Annapolis, etc. Aujourd’hui de faible intensité, la pêche commerciale d’Alosa sapidissima a connu son heure de gloire vers la fin du XIXe siècle, autant sur la côte est américaine qu’au Québec et dans les provinces maritimes du Canada. Au Québec, l’arrivée des aloses coïncidait avec la floraison des pruniers et des pissenlits et elle était très attendue par les riverains après un long hiver où la nourriture fraîche se faisait rare. La pêche à l’alose est effectuée à l’aide de filets maillant fixes ou dérivants, de bordigues mouillées en zone intertidale, de fascines, de trappes ou de seines,. L’importance économique de cette pêche a beaucoup diminué depuis 25 ans, en partie à cause d'une diminution de la demande du marché. Au Québec, l’espèce ne fait présentement l’objet d’une pêche commerciale que dans certains secteurs localisés du fleuve Saint-Laurent, en aval de Trois-Rivières.
La pêche sportive est populaire de longue date aux États-Unis, peut-être plus qu’au Canada. Dans les rivières Connecticut et Delaware, la valeur annuelle des captures d’aloses s’estime à 10 millions de dollars. Elle gagne en popularité dans les rivières de la Nouvelle-Écosse et du Québec. Dans les Maritimes, c’est principalement dans la rivière Annapolis que se pratique la pêche sportive à Alosa sapidissima, les quantités des prises dépassant même, pour certaines années, les prises commerciales de cette même rivière. Au Québec, cette pêche est essentiellement pratiquée dans la région de Montréal, surtout au site de la centrale de la rivière des Prairies. La pêche à la mouche est la méthode utilisée pour capturer Alosa sapidissima. Le rendement est le plus élevé vers la fin mai et entre 6h et 17h. L’espèce serait plus pêchée pour les sensations fortes procurées que pour la consommation de sa chair.

## État des populations du Québec
Au Québec, les populations d’Alosa sapidissima qui parviennent, après une longue migration depuis la mer, jusqu’en eaux douces canadiennes, se retrouvent à l’extrémité nordique de la répartition de l’espèce. Au Québec, Alosa sapidissima remonte le fleuve Saint-Laurent pour se diriger principalement vers la région de Montréal. Elle emprunte ensuite les rivières des Prairies ou des Mille Îles pour rejoindre le lac des Deux-Montagnes et la rivière des Outaouais. Jusqu’à tout récemment, une seule frayère était connue pour assurer sa protection, celle de Carillon, en amont du lac des Deux-Montagnes. Par ailleurs, on croyait que toute dégradation encourue de la seule frayère connue de l’alose ou de son accessibilité pourrait entraîner la disparition de l’espèce bien que le déclin de son effectif ne soit pas récent. Voilà pourquoi le statut vulnérable lui a légalement été accordé en 2003 par le gouvernement du Québec.
Des mesures de protection avaient été entamées et c’est au cours de la recherche de nouvelles frayères potentielles que le site de fraie de la rivière des Prairies a été découvert en 2003 grâce à la méthode d’écoute des clapotements. Les deux frayères connues se situent tout juste en aval de barrages hydroélectriques (sur la rivière des Outaouais et la rivière des Prairies).
On attribue la principale cause du déclin de l’espèce (au Québec) à la diminution de l’accès aux frayères pendant la migration depuis l’aménagement d’ouvrages hydrauliques (tels les deux barrages ci-haut mentionnés ainsi que la remise à neuf du barrage de la rivière des Mille Îles), ce qui semble en accord avec la documentation globale sur Alosa sapidissima. C’est l’atteinte ou la disparition des aires de reproduction qui aurait le plus souvent contribué à diminuer l’abondance de l’espèce. Voilà pourquoi ce sont les secteurs en eau douce visités par l’alose qui sont mis de l’avant dans la protection de l’espèce.
Aujourd’hui, presque toutes les modifications physiques mises en cause seraient associées à l’archipel de Montréal. On dit qu’avant le XIXe siècle, le fleuve Saint-Laurent était physiquement accessible pour l’alose jusqu’au lac Ontario. Par après, plusieurs ouvrages de navigation et de retenues des eaux ont été construits. Par ailleurs, même si des efforts ont été mis sur pied dans la construction et l’amélioration d’une passe migratoire aux côtés du barrage de la rivière des Prairies, l’alose ne l’a jamais empruntée. Alosa sapidissima serait reconnue pour être difficile en montaison, elle ne saute pas et ne peut donc pas franchir d’obstacles. De plus, elle évite les zones blanches de forte turbulence et préfère les eaux laminaires. Même en créant des espaces de migration qui respectent toutes ses contraintes, l’efficacité des passes à alose est généralement plus basse que celle du saumon et, une efficacité de 50 % serait considérée comme excellente pour l’espèce.
À ce jour, le peu de connaissance qui soit directement applicable à Alosa sapidissima de la province de Québec est accessible dans les ouvrages Provost et al.. 1984, Robitaille 1997 ainsi que Bilodeau et Massé 2005. De nombreux travaux se fondent sur les aloses de la côte est des États-Unis et permettent néanmoins, lorsqu'ils sont appliqués avec réserve, de pallier ce manque. Finalement, l’avancement des connaissances dans la biologie d’Alosa sapidissima est dû en bonne partie aux importants travaux réalisés par William C. Leggett de l’Université McGill à Montréal, Québec.